# هانس باور (بازیکن فوتبال)
هانس باور (آلمانی: Hans Bauer; ۲۸ ژوئیهٔ ۱۹۲۷ – ۳۱ اکتبر ۱۹۹۷) بازیکن فوتبال اهل آلمان بود.
وی همچنین برندهٔ جوایزی همچون برگ بوی نقره‌ای شده‌است.
از باشگاه‌هایی که در آن بازی کرده‌است می‌توان به باشگاه فوتبال بایرن مونیخ اشاره کرد.